# Żywioły Saszy. Ogień
Żywioły Saszy. Ogień – polski serial kryminalny udostępniany od 17 listopada do 29 grudnia 2020 na platformie VOD Player oraz emitowany od 6 kwietnia do 18 maja 2021 na antenie TVN. Serial powstał w oparciu o książkę „Lampiony. Ogień” z serii Cztery żywioły Saszy Załuskiej autorstwa Katarzyny Bondy.

## Fabuła
Sasza Załuska (Magdalena Boczarska) po siedmiu latach wraca do Polski z Wielkiej Brytanii, gdzie zdobywała wykształcenie w profilowaniu kryminalnym. Dołącza do grupy policjantów, która zajmuje się sprawą seryjnego podpalania łódzkich kamienic.

## Obsada
| Aktor                 | Rola                                      |
| --------------------- | ----------------------------------------- |
| Magdalena Boczarska   | Sasza Załuska                             |
| Piotr Cyrwus          | komendant Karol Albrycht „Flaku”          |
| Mirosław Haniszewski  | komisarz Jacek „Cuki” Borkowski           |
| Andrzej Konopka       | podinspektor Wojciech „Drugi” Szkudłapski |
| Erika Karkuszewska    | policjantka Henrietta                     |
| Marcin Czarnik        | komisarz Piotr „Duch” Duchnowski          |
| Aleksandra Konieczna  | Marta Gajka, matka Adama                  |
| Arkadiusz Jakubik     | Aleksander Krysiak                        |
| Jerzy Trela           | „Dziadek”                                 |
| Jędrzej Hycnar        | Adam Gajek                                |
| Piotr Srebrowski      | Łukasz Polak                              |
| Maria Pakulnis        | Laura Załuska, matka Saszy                |
| Natalia Wolska        | Karolina Załuska, córka Saszy             |
| Mikołaj Woubishet     | Abdullah                                  |
| Ewa Konstancja Bułhak | pani generał                              |
| Paulina Walendziak    | Kalina                                    |
| Sebastian Stankiewicz | Mieczysław Orkisz „Cybant”                |
| Agnieszka Wosińska    | Wiesia Jarusik                            |
| Krzysztof Dracz       | Leon Ziębiński                            |

## Spis serii
| Seria       | Seria | Nazwa serii | Odcinki | Premiera (Player) | Premiera (Player) | Premiera (Player) | Premiera (Player)             | Emisja telewizyjna (TVN) | Emisja telewizyjna (TVN)            | Emisja telewizyjna (TVN)            | Emisja telewizyjna (TVN) | Emisja telewizyjna (TVN) |
| Seria       | Seria | Nazwa serii | Odcinki | Sezon             | Premiera serii    | Finał serii       | Dzień tyg. dodawania odcinków | Sezon                    | Premiera serii                      | Finał serii                         | Pora emisji              | Średnia oglądalność      |
| ----------- | ----- | ----------- | ------- | ----------------- | ----------------- | ----------------- | ----------------------------- | ------------------------ | ----------------------------------- | ----------------------------------- | ------------------------ | ------------------------ |
|             | 1.    | Ogień       | 1–7 (7) | jesień 2020       | 17 listopada 2020 | 29 grudnia 2020   | wtorek                        | zima 2020/2021           | 13 stycznia 2021 (tylko 1. odcinek) | 13 stycznia 2021 (tylko 1. odcinek) | środa 21.30              | bd.                      |
| wiosna 2021 | 1.    | Ogień       | 1–7 (7) | jesień 2020       | 17 listopada 2020 | 29 grudnia 2020   | wtorek                        | 6 kwietnia 2021          | 18 maja 2021                        | wtorek 21.30                        | 840 732                  |                          |

## Produkcja i odbiór
Zdjęcia do pierwszego sezonu zatytułowanego „Żywioły Saszy. Ogień” miały pierwotnie rozpocząć się w marcu 2020, jednak z powodu pandemii COVID-19 przesunięto je na okres od sierpnia do października 2020. Seria kręcona była w Łodzi oraz Sopocie.
Emisję pierwszego odcinka na antenie TVN obejrzało 977 tys. widzów, natomiast średnia widownia pierwszych trzech odcinków wyniosła 901 tys. widzów. Cały sezon serialu w telewizji oglądało średnio 841 tys. widzów.
W lipcu 2021 roku stacja potwierdziła, że pracuje nad drugim sezonem serialu, który nagrywany ma być w Hajnówce. Sezon ma być oparty na powieści „Okularnik”.